# 尾帶牙花鮨
尾帶牙花鮨，為輻鰭魚綱鱸形目鱸亞目鮨科的其中一種，分布於南非及肯亞海域，棲息深度100-300公尺，體長可達10公分，為底棲性魚類，屬肉食性，生活習性不明。

## 擴展閱讀
維基物種上的相關：尾帶牙花鮨